# Плаваща лейка
Плаваща лейка (Salvinia natans) е вид папратовидни растения от семейство Лейкови (Salviniaceae). Тя е дребно плаващо растение с тънко хоризонтално стъбло и листа, разположени в прешлени по три. Двата горни листа са елиптични, а долният е видоизменен в кореноподобни нишки.

## Разпространение
Разпространена е по целия свят в области със застояли сладководни водоеми, слънчева светлина и влажен въздух, като се среща особено често в Африка, Азия, Централна Европа и Южна Америка. В България се среща в блатата и бавно течащите води край Дунав, Черно море, поречието на Марица и други.

## Описание
Плаващата лейка има две никелови по размер листа, които лежат плътно към повърхността на водата, както и една трета потопени листа, които функционират като корен. Флотацията е станала възможна благодарение на торбичките на въздуха в листата. Кожните зърна по листата (повърхността задържа вода от намесата с листата) функционират, и служат за предпазване от гниене. Спорните клетки са в основата на растението за репродукцията. Листата на плаващата лейка блокират слънчевата светлина от достигане до много дълбоко под водата. Това е полезно за много сладководни риби, тъй като им осигурява да се размножават на по-безопасни места, но може да прекъсне фотосинтезата на много подводни растения. Плаващата лейка може в крайна сметка да покрие всички водоеми или езера без екологична конкуренция, глад или други растителни видове.